# Fufu (Tanzania)
Fufu è una circoscrizione rurale (rural ward) della Tanzania situata nel distretto di Chamwino, regione di Dodoma. Conta una popolazione di 3 469 abitanti (censimento 2012).